# Ducunt volentem fata, nolentem trahunt
Ducunt volentem fata, nolentem trahunt ( literar. „Soarta îl conduce pe cel care vrea să se lase ghidat, îl trage pe cel care nu vrea” ) este o frază latină preluată din Epistolele către Lucilius (107, 11, 5) de Seneca , care citează un vers al filozofului stoic Cleantes.
După ce l-a îndemnat pe prietenul său Lucilius să accepte tot ce vine de la divinitate, știind că divinitatea este cea care conduce și guvernează lumea (conform preceptelor etice ale stoicismului), Seneca, potrivit lui însuși, traduce versetele filosofului stoic Cleante, care exemplifică această moralitate a conformității cu rațiunea divină.
„Conducimi o padre dominatore dell'alto cielo

dovunque tu voglia; non esiterò ad ubbidirti.

Vengo sollecito. Se mi opponessi, ti dovrei comunque seguire, ma fra i gemiti,

e subirei da uomo malvagio quello che era giusto sopportare da virtuoso.

I fati conducono chi [li] vuole, trascinano chi non [li] vuole.
”—Seneca, Epistulae morales ad Lucilium, 107, 11, 5 (Cleante, SVF I, 527); traducere în
Bompianiyear=2014 (ed.). Stoici antichi. Tutti i frammenti secondo la raccolta di Hans von Arnim (ed. 2). p. 233.
, Duc, o parens celsique dominator poli,

Quocumque placuit; nulla parendi mora est.

Adsum inpiger. Fac nolle, comitabor gemens

Maiusque patiar, facere quod licuit bono.

Ducunt volentem fata, nolentem trahunt.
Al cincilea și ultimul dintre aceste versete ("Ducunt... trahunt", de fapt), deoarece nu are o atestare corespunzătoare în limba greacă, împarte critica, nesigură dacă să i le atribuie lui Cleante sau lui Seneca însuși.
În zilele noastre, această frază este folosită pe un ton ironic sau sarcastic pentru a sublinia inutilitatea opoziției față de o decizie luată de sus.
Cu această frază, sub forma Ducunt fairy de bună voie, nolentem trahunt, se încheie opera Declinul Occidentului a filosofului Oswald Spengler.